# جائزة فيرما

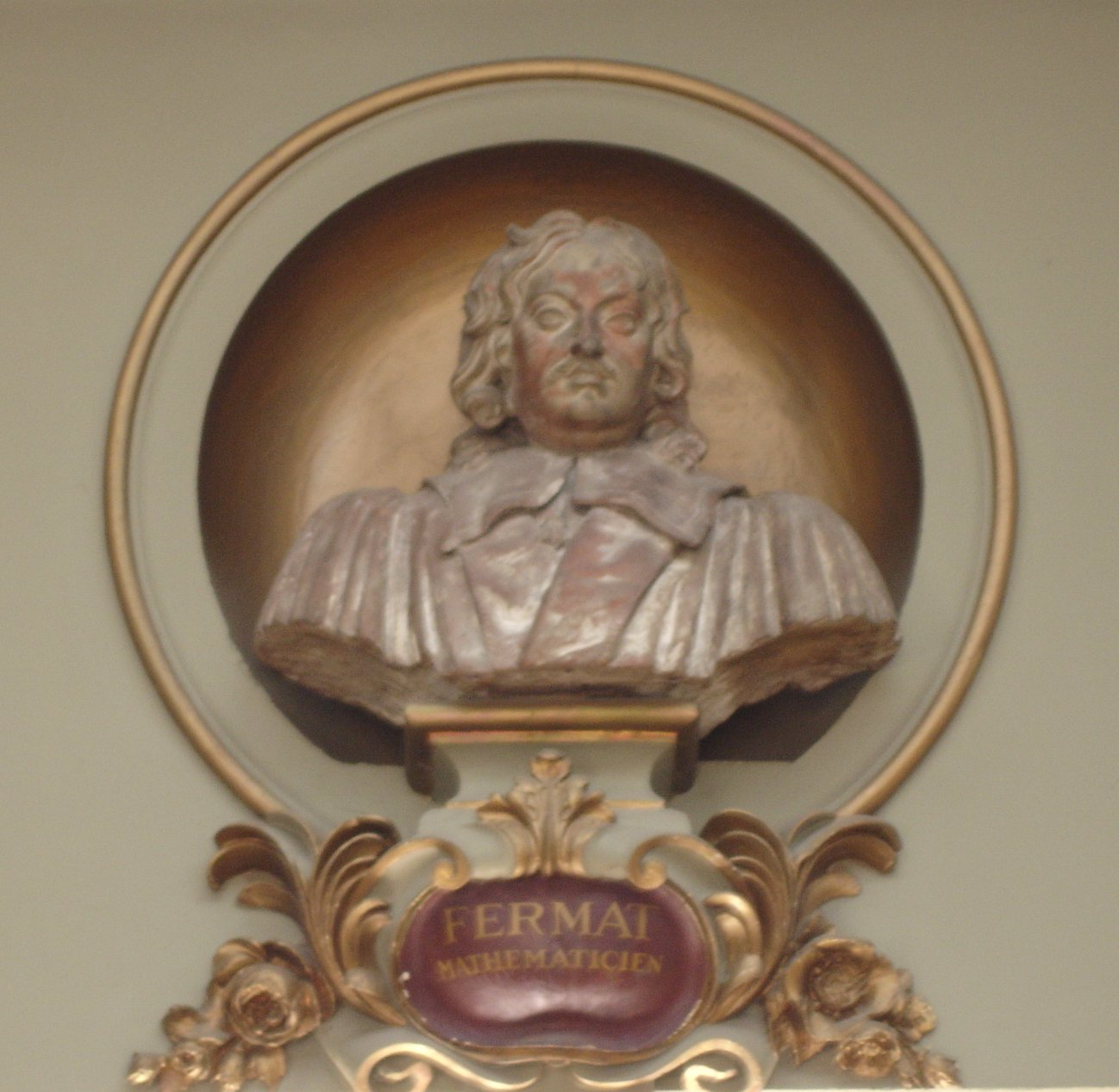

جائزة فيرما للبحوث في الرياضيات (بالفرنسية: Prix Fermat)‏ هي جائزة تكافئ كل سنتين أعمال بحثية في الرياضيات في المجالات التي كانت فيها مساهمات بيير دي فيرما حاسمة، وهي: حساب المتغيرات، حساب احتمال، هندسة تحليلية، نظرية الأعداد.

أسست الجائزة سنة 1989 ويقدمها معهد تولوز للرياضيات (جامعة تولوز بفرنسا)، بينما بلغت قيمتها في 2015 مبلغ 000 20 يورو. 

كانت توجد سابقا أيضا ميدالية بيار فيرما، وقدمت مثلا إلى لينوس باولنغ (1957) وإرنست بيشل (1965).

## الحائزين على الجائزة
| السنة | الحائز عليها                    |
| ----- | ------------------------------- |
| 1989  | عباس بحري كينيث ألان ريبيت      |
| 1991  | جان لوي كوليو تيلان             |
| 1993  | جان ميشال كورون                 |
| 1995  | أندرو وايلز                     |
| 1997  | ميشال تالاغران                  |
| 1999  | فابريس بيتويل فريديريك هيلان    |
| 2001  | ريتشارد تايلور وندلين ويرنر     |
| 2003  | لويجي أمبروسيو                  |
| 2005  | بيار كولميه جان فرانسوا لو غال  |
| 2007  | شاندراشيخار خاري                |
| 2009  | إيلون ليندنشتراوس سيدريك فيلاني |
| 2011  | مانجول بارجافا إيغور رودنيانسكي |
| 2013  | كاميلو دي ليليس مارتين هايرر    |
| 2015  | لور سان ريمون بيتر شولز         |
| 2017  | سيمون بريندل نادر المصمودي      |

## جائزة فيرما للشباب
جائزة فيرما للشباب (Prix Fermat junior) هي جائزة بحثية في الرياضيات، أسست سنة 1989 وتقدم كل سنتين. تكافئ هذه الجائزة طلاب المعاهد الثانوية والجامعات الفرنسية في المجالات التي تدرس في مراحل الباكالوريا (آخر سنة في الثانوية) وحتى مرحلة الأربع سنوات في الجامعة، يعني أساسا: الأقسام التحضيرية للمدارس العليا وليسانس وأول سنة في الماجستير. بلغت قيمة الجائزة في 2015 مبلغ 000 2 يورو، وممولة من قبل جامعة تولوز 3 بول ساباتييه.

## مقالات ذات صلة
- جائزة أبيل
- ميدالية فيلدز

## روابط خارجية
- صفحة الجائزة على موقع معهد تولوز للرياضيات.